# Glenn Rhee
Glenn Rhee est un des personnages principaux du comic book The Walking Dead et de la série télévisée The Walking Dead. Il est interprété par Steven Yeun. Deuxième personnage (après Morgan Jones) que rencontre le héros Rick Grimes dès le premier album du comic et le deuxième épisode de la série, c'est un ancien livreur de pizza qui se caractérise par son intrépidité et sa faculté à se sortir des situations dangereuses. Il se révèle par la suite être également le plus compatissant parmi les membres principaux du groupe, enclin à aider les autres et à les pousser à s'améliorer. Il est froidement assassiné par Negan dans le 17e album du comic et dans le premier épisode de la septième saison.

## Biographie fictive dans la série

### Saison 1
Jeune homme d'origine sud-coréenne (il le fera remarquer à Daryl lors de l'épisode 4 qui lui-même fera la remarque à son frère Merle après une remarque raciste dans l'épisode 10 de la saison 3), il est débrouillard, discret mais très timide. Il était livreur de pizzas avant l’apocalypse. À Atlanta Glenn fait partie d'un groupe de survivants qui tentent de sortir d'un magasin de vêtements entouré de rôdeurs. Il sauve la vie de Rick Grimes, coincé dans un tank cerné de rôdeurs, et l'aide ensuite à atteindre un camion pour sortir le groupe de la boutique afin de rejoindre les autres survivants dans un camp de réfugiés à la sortie de la ville. Sa connaissance de chaque raccourci à Atlanta prouve son utilité pour la survie du groupe. Il est tout naturellement le spécialiste des expéditions en ville, afin de ramener des vivres, des médicaments, des armes ou des outils divers. Accompagnant Rick avec Daryl Dixon lors d'une seconde expédition à Atlanta, pour retrouver le frère de Daryl, Merle Dixon menotté sur le toit du magasin, il est capturé par une bande de survivants latino et pris en otage en échange des armes de Rick. Glenn est libéré quand le groupe découvre que la bande de latino est en fait le personnel d'une maison de retraite qui protège les pensionnaires survivants.

### Saison 2
Accompagnant Dale Horvath qu'il assiste quand celui-ci répare les véhicules, il rencontre Maggie Greene, la fille aînée de Hershel Greene, quand le groupe d'Atlanta se réfugie dans la ferme d'Hershel après la disparition de Sophia et l'accident de Carl le fils de Rick. Il entame une relation avec elle lors d'une expédition dans une pharmacie. Lori Grimes fait appel à lui pour qu'il lui procure un test de grossesse lors de ses expéditions en ville avec Maggie, étant de ce fait le premier à apprendre qu'elle est enceinte. Il découvre que la grange des Greene est remplie de rôdeurs. Pris entre deux feux, celui de garder le secret de Lori ou révéler la vérité au reste du groupe, il préfère dire la vérité sur les conseils de Dale.
Lors de l'attaque des rôdeurs à la Ferme des Greene, il fuit cette dernière en voiture avec Maggie. Ils retrouveront les autres survivants.

### Saison 3
Il est capturé avec Maggie par Merle lors d'une expédition en ville alors que ce dernier cherchait Michonne. Ils sont torturés par le Gouverneur, les menant à divulguer l'emplacement de la prison. Ils sont libérés dans l'épisode Une vie de souffrance par Rick et son groupe, non sans avoir été torturés, Glenn ayant même échappé à la mort quand Merle lâcha un rôdeur dans la pièce lui servant de salle d’interrogatoire.
Cependant, Glenn devient amer quand il soupçonne que le Gouverneur ait violé Maggie et essaye de devenir le leader quand Rick et Daryl sont absents. Il se rend finalement compte qu'il est incapable de l'être.
Il reprend plus tard sa relation avec Maggie et la demande en mariage dans l'épisode Cette triste vie, avec la bénédiction d'Herschel qui lui transmet sa montre à gousset, un bijou familial des Greene.

### Saison 4
Lors de l'épidémie fulgurante dans la Prison, Glenn contracte la mystérieuse maladie et se retrouve enfermé avec les contaminés mais s'en sort indemne, soigné après avoir été sauvé de justesse par Hershel, Maggie et Lizzie qui a attiré un de leurs amis de la prison changé en rôdeur, lui tué par la maladie.
Lors de l'épisode final de mi-saison Désespéré, il fuit la prison en direction d'un bus avec une partie des ex-habitants de Woodburry, toujours affaibli par la maladie.
Glenn quitte le bus pour aider à l'évacuation et retourner chercher quelque chose dans les cellules, mais s'évanouit à la suite d'une explosion. À son réveil, son groupe a évacué : il découvre la façade éventrée de la prison et sa cour totalement envahie de rôdeurs. Il s'équipe d'une armure de gardien et d'armes pour fuir la prison. Glenn trouve Tara, apathique, cachée derrière une grille. Ensemble ils fuient la prison et discutent de l'attaque de celle-ci et bien qu'elle ait fait partie de l'autre camp, il décide de s'associer avec elle pour retrouver Maggie. C'est alors que surgissent de la forêt plusieurs rôdeurs. Glenn en tue plusieurs, mais s'effondre de fatigue. À son réveil il se retrouve dans le camion d'Abraham, Eugène et Rosita. Tara lui annonce qu'ils ont dépassé le bus dans lequel était parti son groupe depuis trois heures. Énervé, il frappe la vitre arrière du camion d'Abraham, qui souhaite se rendre à Washington, pour qu'il s'arrête. Il se bat avec Abraham, mais finissent par aller aider Eugène qui est entouré de rôdeurs. Triomphant, ils perdent néanmoins le camion à la suite de la maladresse d'Eugène qui tire sur le réservoir de celui-ci. Glenn se met de nouveau à la recherche de Maggie.
En route pour le Terminus, quand lui et Tara sont encerclés de rôdeurs dans un tunnel sombre, Maggie, Sasha, Bob, Eugène, Rosita et Abraham viennent les aider.
Ils sont les premiers à arriver au Terminus et à rencontrer Mary.
Dans le final, quand Rick, Carl, Michonne et Daryl entrent dans le wagon, ils s'aperçoivent que le groupe de Glenn est aussi prisonnier.

### Saison 5
Nous le retrouvons avec les autres membres dans le wagon A, quand des personnes du Terminus s'avancent vers eux. Le toit s'ouvre et une bombe hallucinogène surgit. Il est traîné sur le sol jusqu'à la salle d'égorgement. Il se retrouve agenouillé au bord d'une mangeoire. Les quatre premiers prisonniers sont abattus. Lorsqu'arrive le tour de Glenn, Gareth les stoppe en demandant à son collègue combien de fois il a frappé. Glenn échappe une première fois à la mort. Quand il s'apprête à l’assommer et à l'égorger, des coups de feu et une explosion retentissent. Ils profitent de cette diversion pour sortir, libérer les autres membres du groupe et s'échapper du Terminus.
Dans l'épisode Etrangers, il participe au convoi de ravitaillement avec Maggie et Tara.
Dans l'épisode Quatre murs et un toit, il tend un piège à Gareth et ses amis. Ils quittent l'église puis reviennent pour les surprendre. À la fin de l'épisode, ils partent en direction de Washington DC, avec le minibus du père Gabriel, accompagnés de Maggie, Tara, Rosita, Abraham et Eugene.
Lors de l'épisode Développement personnel, il est dans le bus avec les autres. Il pose des questions à Eugene quand tout à coup, le bus se renverse. Après avoir tué tous les rôdeurs, Abraham est sur le point de craquer, mais Glenn le calme. Glenn parle avec Abraham. Abraham lui confie à quel point il est devenu aisé de tuer. Vers la fin de l'épisode, ils continuent leur route vers DC, quand ils aperçoivent une gigantesque horde au loin. Les membres de groupe ne veulent pas traverser, mais Abraham si. Abraham s'énerve violemment, mais Glenn s'en mêle et ils sont sur le point d'en venir aux mains.
Lors de l'épisode Coda, il suit Maggie, Abraham, Eugene, Rosita et Tara qui sont retournés à l'église retrouver Michonne, Carl, Judith et le père Gabriel. Michonne informe tout le monde que Rick et les autres sont partis chercher Beth et Carol à l’hôpital d'Atlanta, car celles-ci sont retenues prisonnières.
Glenn soutient Maggie qui vient de s'effondrer de tristesse en apercevant le cadavre de sa sœur dans les bras de Daryl.
Dans l'épisode Ce qui s'est passé et le monde dans lequel on vit, lui, Rick, Michonne et Tyreese accompagnent Noah dans son ancien campement à Richmond en Virginia, mais tout le monde est mort (très probablement tués des mains des Wolves qui ont laissé leur signature sur une façade). Peu après, Tyreese meurt après avoir été mordu et amputé de son bras, ensuite il essaie de raisonner et de faire boire Maggie qui baisse les bras petit à petit.
Durant le trajet jusqu’à Washington DC, il prend soin de Maggie et essaie de lui redonner espoir ainsi qu'à Daryl. Il sauve la vie d'Aaron, le survivant d'Alexandria, attaqué par des rôdeurs. Comme le reste du groupe, il atteint Alexandria Safe Zone à la fin de l'épisode La Distance.
À Alexandria, il est choisi pour participer en mission à l'extérieur d'Alexandria avec Tara et Noah par Nicholas et Aidan, mais Glenn désobéit aux ordres d'Aidan qui se montre arrogant et prend des risques inutiles, et rentre avec ses amis, ignorant ses provocations. Il finit par se défendre de son agression surprise à leur retour à Alexandria en donnant à Aidan une déculottée devant tout le monde, tandis que Nicholas qui voulait l'attaquer par derrière est tenu en respect par Daryl. Deanna, qui est arrivée vers la fin de l'altercation, comprend vite la situation et remercie après Glenn d'avoir donné à son fils la leçon dont il avait besoin.
Lorsqu'il y a des problèmes d’électricité à Alexandria, lui, Tara, Noah, Eugene, Nicholas et Aidan retournent à l'extérieur en direction d'un entrepôt, mais après avoir tiré sur une grenade qui blesse gravement Tara à la tête, Aidan meurt dévoré par des rôdeurs ainsi que Noah, dévoré sous les yeux de Glenn à cause de Nicholas qui tente d'abandonner tout le monde en attaquant Eugene pour récupérer la camionnette. Il est cependant rattrapé par Glenn, qui lui donne à son tour une leçon mais le ramène quand même avec eux.
Bien que Nicholas, menteur peu convaincant, échoue à faire passer Glenn pour responsable de la mort d'Aidan et Noah auprès de Deanna, cette expédition dramatique provoque malgré tout des tensions entre la communauté et le groupe de Rick : Glenn prend à partie Nicholas et le confronte à ce qu'il a fait. Bien qu'il lui en veuille pour la mort de Noah et son attitude, Glenn garde pour lui les faits qui vaudraient à Nicholas le bannissement, et se contente de lui interdire de prendre part à des opérations futures à l'extérieur, pour le bien commun.
Dans l'épisode final Conquérir, Glenn suit Nicholas qui agit bizarrement et part en cachette dans la forêt, mais ce dernier lui tend un piège et lui tire une balle dans l'épaule, puis tente de le tuer. Dans leur bagarre, Nicholas le laisse à la merci de plusieurs rôdeurs. Mais vivant, Glenn le rattrape et le tabasse une seconde fois, puis dégaine son arme mais ne peut s'abaisser à abattre Nicholas qui avoue sa lâcheté et pleure comme un enfant apeuré. Finalement, tous deux blessés, ils retournent ensemble à Alexandria.

### Saison 6
Glenn et Nicholas vont à l'infirmerie déclarant qu'ils ont été attaqués par des rôdeurs (bien que Glenn avouera plus tard la vérité à Maggie en lui demandant de ne pas le dénoncer). Lors de la réunion de préparation du plan de Rick, il est volontaire pour en faire partie, suivi malgré son interdiction de Nicholas qui semble vouloir se racheter et s'améliorer. Glenn, Nicholas et Heath sont chargés de nettoyer une pizzeria infestée qui pourrait détourner la horde de la carrière de leur trajet prévu. La tâche est plus compliquée que prévu, mais avec l'aide de Glenn, Nicholas et Heath prennent un peu d'assurance pour tuer les rôdeurs.
Plus tard dans les épisodes, à l'issue d'un plan avorté pour attirer l'attention de la horde qui se dirige vers la communauté, Nicholas et Glenn sont cernés de rôdeurs et pris au piège sur une poubelle. Bien qu'ayant montré des signes d'amélioration, Nicholas ne supporte plus cette situation et se tire une balle dans la tête, entraînant Glenn dans sa chute, dans la foule de morts-vivants qui fond sur eux.
Dans l'épisode Maintenant, Maggie et Aaron prennent la décision de partir afin d'apprendre si Glenn est toujours en vie en s'échappant par les souterrains, mais sont bloqués à la sortie par la meute et Maggie apprend à Aaron que Glenn et elle attendent un enfant. Plus tard, le nom de son époux est effacé par Maggie du mémorial des morts écrit sur le mur d'Alexandria.
Glenn réapparaît durant l'épisode Attention : temporairement préservé des morsures par le corps de Nicholas, il parvient à ramper sous la poubelle sur laquelle ils se tenaient juste avant son suicide et s'y retranche en bloquant les accès avec les corps de rôdeurs achevés au couteau. Il y passe la nuit et une bonne partie de la journée suivante avant que les rôdeurs ne se désintéressent du corps de Nicholas et finissent par se disperser.
Déshydraté, il est à la recherche d'eau quand Enid intervient en lui jetant une bouteille du haut d'un toit puis s'enfuit. Cherchant à la retrouver il tombe sur David transformé en rôdeur et l'achève. Il retrouve Enid qui lui subtilise son arme puis le braque. En lui parlant il arrive à la convaincre de retourner à Alexandria. Sur le chemin Glenn retrouve une bonbonne d'hélium et des ballons utilisés pour baliser le chemin prévu pour la horde.
Arrivés à Alexandria, ils ne peuvent que constater que la horde entoure complètement la ville. Enid est prête à faire demi-tour mais Glenn l'en empêche une nouvelle fois, et finit par envoyer les ballons en l'air, ce qui est immédiatement reconnu par Maggie comme le signe de son retour. Ce qui coïncide, malheureusement, avec l’effondrement de la tour de l'église sur le mur de l'enceinte.
La horde pénètre alors par le côté est d'Alexandria ce qui fait penser à Glenn que le côté ouest va se désemplir le plus rapidement. C'est par là qu'Enid et lui vont entrer. Arrivés à l'ouest, ils aperçoivent Maggie en mauvaise posture, isolée sur une tour de guet prête à céder sous l'assaut des rôdeurs. Glenn décide encore une fois de prendre des risques pour sauver Maggie en envoyant Enid l'aider à se mettre en sécurité sur le mur, attirant sur lui les rôdeurs et se retrouvant cerné contre les remparts. Il sera sauvé de justesse par Daryl, Abraham et Sasha qui sont revenus à Alexandria. Il se joint ensuite aux autres pour nettoyer Alexandria des morts-vivants jusqu'au petit matin.
Glenn et Maggie font le voyage vers la Colline. Ils font la connaissance d'Harlan Carson, le docteur du camp qui était obstétricien avant l’apocalypse. Harlan va faire une échographie du ventre de Maggie et en donne une photo à Glenn ravi de la montrer à tout le groupe.
Même s'il l'approuve, Glenn appréhende néanmoins l'attaque du camp des Sauveurs. Là-bas, il va avoir à tuer pour la première fois un survivant endormi, et un second à la place de Heath. Il est bouleversé quand il entend à la radio que Carol, et surtout Maggie, sont prises en otage : il sera bientôt rassuré en les retrouvant saines et sauves, sa femme et Carol s'étant libérées toutes seules de leurs ravisseurs.
En voulant ramener Daryl qui traque Dwight, il est fait prisonnier avec Michonne, Daryl et Rosita par les "Sauveurs".
Dans l'épisode final Dernier jour sur Terre, le groupe de Rick est pris au piège. Les "Sauveurs" le libèrent alors pour qu'ils attendent tous à genoux la sentence de Negan. Glenn est désespérément affolé par la présence de Maggie apercevant de plus qu'elle est malade. Après un discours sous haute tension, Negan fait son choix et sa batte "Lucille" s'abat alors sur l'un d'eux.

### Saison 7
Au début du premier épisode, bien que Negan ait choisi Abraham comme victime de "Lucille", il assassine également Glenn à la surprise de tous, à la suite de l'insubordination de Daryl envers lui. Avant qu'il ne lui porte le second coup fatidique avec Lucille, Glenn dont le crâne est déjà à moitié défoncé, a le temps de bafouiller à nouveau à l'intention de sa femme "Maggie, je te retrouverai...". Il est par la suite mis à mort sous les yeux horrifiés du reste du groupe, dont Maggie, anéantie et en pleurs, qui contemple son corps pris de soubresauts.
Il réapparaît plus tard dans la nuit en tant qu'hallucination de Rick, qui imagine un futur alternatif où Abraham et lui seraient toujours vivants et où Maggie a accouché, saine, sauve et où le couple est heureux.
Glenn est enterré aux côtés d'Abraham à la Colline, Maggie ayant placé la montre à gousset familiale sur sa tombe avant que Gregory ne tente de la voler.